# Copaxa heringi
Copaxa heringi är en fjärilsart som beskrevs av Max Wilhelm Karl Draudt 1929. Copaxa heringi ingår i släktet Copaxa och familjen påfågelsspinnare. Inga underarter finns listade i Catalogue of Life.